# Pietro Armani
Pietro Armani (Roma, 28 febbraio 1931 – Roma, 23 giugno 2009) è stato un politico italiano.

## Biografia
Laureato in giurisprudenza, docente universitario presso l'Università di Roma "La Sapienza", fu esponente di Alleanza Nazionale. Fu eletto alla Camera dei deputati nel 1996, e poi riconfermato nella successiva legislatura, nel collegio uninominale di Milano-7, in rappresentanza della coalizione di centrodestra.
Nella XIV Legislatura (dal 21 giugno 2001 al 27 aprile 2006) venne eletto presidente della ottava Commissione Ambiente, Territorio e Lavori Pubblici.
Dal 1973 al 1995 fu Consigliere d'amministrazione e anche Vicepresidente dell'IRI.